# Historia de los judíos en Aruba
La historia de los judíos en Aruba se remonta al siglo XVI, cuando comenzaron a llegar los primeros inmigrantes judíos. Los primeros judíos en Aruba fueron judíos sefardíes provenientes de Países Bajos y Portugal. El primer judío que se estableció en Aruba fue un trabajador judío portugués de la Compañía Holandesa de las Indias Occidentales llamado Moses Solomon Levie Maduro, que llegó a Aruba con su familia en 1754.
Después de 1924, varios inmigrantes judíos llegaron a Aruba desde Europa del Este, Surinam y Países Bajos.  En 1942, se abrió un centro judío y la comunidad judía se organizó oficialmente cuatro años después. 
La Sinagoga Beth Israel fue consagrada el 4 de noviembre de 1962 en Oranjestad. Beth Israel también comparte su lugar de culto con la Comunidad Judía de Aruba (Israelitische Gemeente).
En 2013, la población judía rondaba los 85 habitantes. El ex-primer ministro Mike Eman es judío. Eman ha interactuado con los rabinos visitantes de Jabad, así como con el rabino permanente de Jabad en la isla.  Su hermano Henny Eman fue el primer Primer Ministro de Aruba. 